# Phlomis hybrida
Phlomis hybrida là một loài thực vật có hoa trong họ Hoa môi. Loài này được Zelen. miêu tả khoa học đầu tiên năm 1906.